# Wybory do Parlamentu Europejskiego w 2009 roku
| Dni głosowania      | Państwa |
| ------------------- | --- |
| Czwartek 4 czerwca  | Holandia, Wielka Brytania |
| Piątek 5 czerwca    | Czechy (dzień 1), Irlandia |
| Sobota 6 czerwca    | Cypr, Czechy (dzień 2), Łotwa, Malta, Słowacja, Włochy (dzień 1) |
| Niedziela 7 czerwca | Austria, Belgia, Bułgaria, Dania, Estonia, Finlandia, Francja, Grecja, Hiszpania, Litwa, Luksemburg, Niemcy, Polska, Portugalia, Rumunia, Słowenia, Szwecja, Węgry, Włochy (dzień 2) |

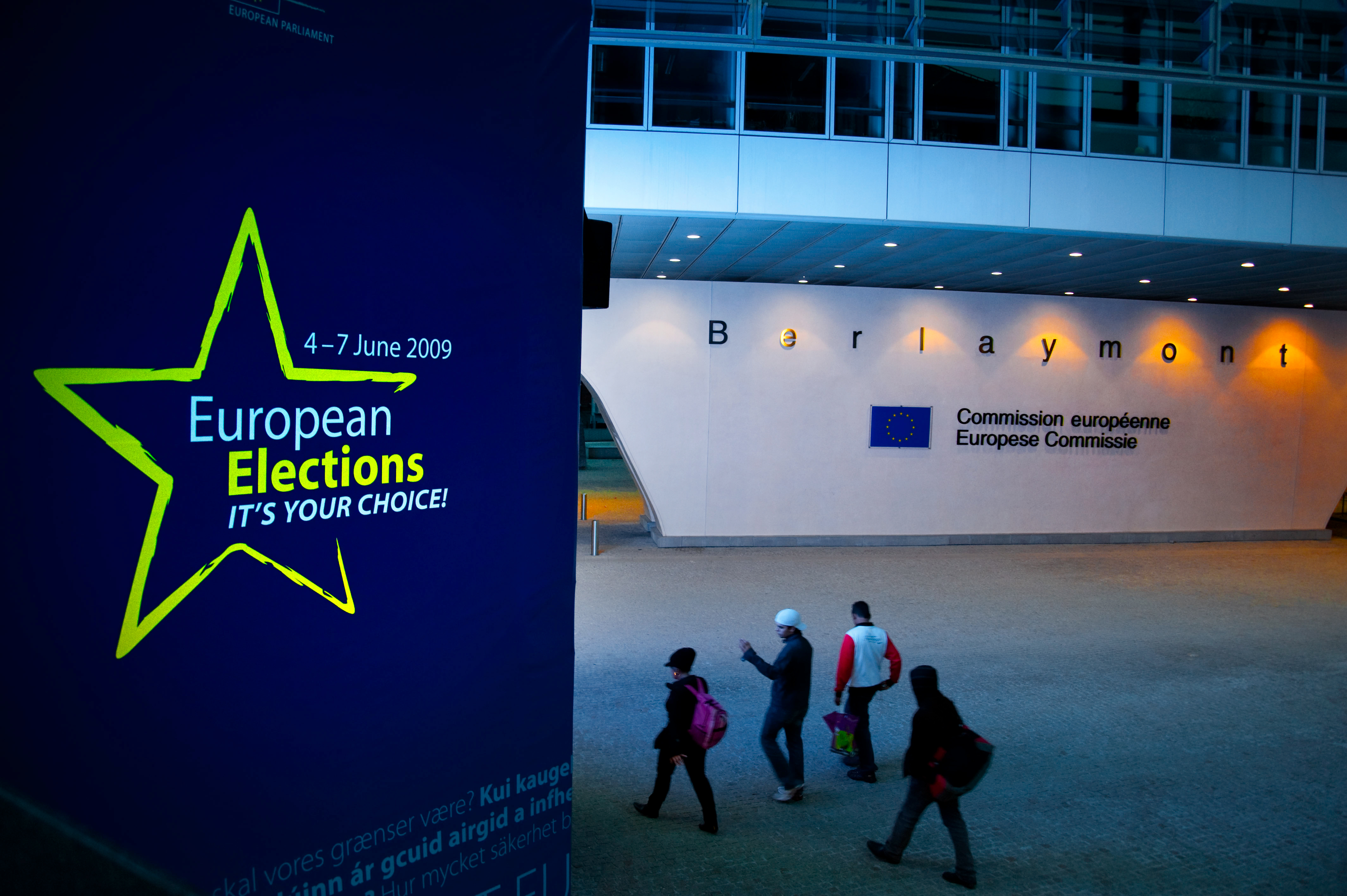
Plakat wyborczy w Brukseli

Wybory do Parlamentu Europejskiego w 2009 roku odbyły się w 27 państwach członkowskich Unii Europejskiej w okresie od 4 czerwca (czwartek) do 7 czerwca (niedziela).
Wybrano 736 posłów reprezentujących prawie 500 milionów obywateli UE, z czego prawo głosu posiadało ok. 375 milionów (frekwencja wyborcza – 43%). Polsce przypadło 50 mandatów, co odzwierciedla przepisy Traktatu Nicejskiego odnoszące się do 27 państw członkowskich. W przypadku gdyby doszło do wejścia w życie Traktatu Lizbońskiego, w wyborach wybieranych byłoby 750 posłów + 1 przewodniczący.

## Ordynacja wyborcza
Choć wybory do Parlamentu Europejskiego odbywają się we wszystkich krajach Unii w tym samym tygodniu, to każde państwo członkowskie stosuje własną ordynację wyborczą.

## Grupy polityczne (frakcje) w Parlamencie Europejskim
- Europejska Partia Ludowa (EPP)
- Postępowy Sojusz Socjalistów i Demokratów (S&D)
- Porozumienie Liberałów i Demokratów na rzecz Europy (ALDE)
- Zieloni – Wolny Sojusz Europejski (Greens/EFA)
- Europejscy Konserwatyści i Reformatorzy (ECR)
- Europejska Zjednoczona Lewica – Nordycka Zielona Lewica (EUL/NGL)
- Europa Wolności i Demokracji (EFD)

## Wyniki podziału mandatów eurodeputowanych w krajach Unii Europejskiej
| Partia Państwo  | EPP-ED                            | PES                        | ALDE                     | Zieloni/WSE             | EUL/NGL            | UEN         | IND/DEM    | Inne                                      | Miejsc | % miejsc w PE | Frekwencja       |
| Austria         | 6 (ÖVP)                           | 4 (SPÖ)                    | –                        | 2 (Zieloni (Austria))   | –                  | –           | –          | 3 (Lista Hansa Petera Martina) 2 (FPÖ)    | 17     | 2,30%         | 42,20% (+0,4%)   |
| Belgia          | 3 (CD&V) 1 (N-VA) 1 (CDH) 1 (CSP) | 3 (PS) 2 (PS.A)            | 3 (VLD) 2 (MR)           | 2 (Ecolo) 1 (Groen!)    | –                  | –           | –          | 2 (VB) 1 (LD)                             | 22     | 2,99%         | 91,00% (+0,19%)  |
| Bułgaria        | 5 (GERB) 1 (SDS) & (DSB)          | 4 (BSP)                    | 3 (DPS) 2 (NDSV)         | –                       | –                  | –           | –          | 2 (Ataka (koalicja))                      | 17     | 2,30%         | 37,49% (+8,89%)  |
| Cypr            | 2 (DISY)                          | 1 (EDEK)                   | 1 (DIKO)                 | –                       | 2 (AKEL)           | –           | –          | –                                         | 6      | 0,81%         | 58,88% (–12,31%) |
| Czechy          | 2 (KDU-ČSL)                       | 7 (ČSSD)                   | –                        | –                       | 4 (KSČM)           | –           | –          | 9 (ODS)                                   | 22     | 2,99%         | 28,22% (+0,32%)  |
| Dania           | 1 (C)                             | 4 (A)                      | 3 (V)                    | 2 (F)                   | 1 (N)              | 2 (O)       | –          | –                                         | 13     | 1,77%         | 59,50% (+11,65%) |
| Estonia         | 1 (IRL)                           | 1 (SDE)                    | 2 (KE) 1 (RE)            | –                       | –                  | –           | –          | 1 (Indrek Tarand)                         | 6      | 0,81%         | 43,20% (+4,3%)   |
| Finlandia       | 3 (Kok.) 1 (KD)                   | 2 (SPD)                    | 3 (Kesk.) 1 (SFP)        | 2 (Vihr.)               | –                  | –           | –          | 1 (PS)                                    | 13     | 1,77%         | 40,30% (–0,8%)   |
| Francja         | 29 (UMP)                          | 14 (PS)                    | 6 (MoDem)                | 14 (E-É)                | 4 (Left) 1 (PCR)   | –           | 1 (LF)     | 3 (FN)                                    | 72     | 9,78%         | 40,48% (–2,66%)  |
| Grecja          | 8 (ND)                            | 8 (PASOK)                  | –                        | 1 (Greens)              | 2 (KKE) 1 (Syriza) | –           | 2 (LAOS)   | –                                         | 22     | 2,99%         | 52,63% (–10,15%) |
| Hiszpania       | 23 (PP)                           | 21 (PSOE)                  | 2 (CpE)                  | 1 (EdP) 1 (ICV)         | 1 (IU)             | –           | –          | 1 (UPyD)                                  | 50     | 6,79%         | 46,00% (+0,06%)  |
| Holandia        | 5 (CDA)                           | 3 (PvdA)                   | 3 (VVD) 3 (D66)          | 3 (GL)                  | 2 (SP)             | –           | 2 (CU-SGP) | 4 (PVV)                                   | 25     | 3,40%         | 36,50% (–2,6%)   |
| Irlandia        | 4 (FG)                            | 3 (Lab)                    | 3 (FF) 1 (Marian Harkin) | –                       | 1 (PS)             | –           | –          | –                                         | 12     | 1,63%         | 57,60% (–2,1%)   |
| Litwa           | 4 (TS-LKD)                        | 3 (LSDP)                   | 1 (DP) 1 (LRLS)          | –                       | –                  | 2 (TiT)     | –          | 1 (AWPL)                                  | 12     | 1,63%         | 20,54% (–27,66%) |
| Luksemburg      | 3 (CSV)                           | 1 (LSAP)                   | 1 (DP)                   | 1 (déi gréng)           | –                  | –           | –          | –                                         | 6      | 0,81%         | 91,00% (+1,0%)   |
| Łotwa           | 1 (JL)                            | –                          | 1 (LPP/LC)               | 1 (PCTVL)               | –                  | 1 (TB/LNKK) | –          | 2 (SC) 2 (PS)                             | 8      | 1,09%         | 52,57%(+11,34%)  |
| Malta           | 2 (PN)                            | 3 (PL)                     | –                        | –                       | –                  | –           | –          | –                                         | 5      | 0,68%         | 78,80% (–3,57%)  |
| Niemcy          | 34 (CDU) 8 (CSU)                  | 23 (SPD)                   | 12 (FDP)                 | 14 (Grüne)              | 8 (Linke)          | –           | –          | –                                         | 99     | 13,45%        | 42,50% (–0,5%)   |
| Polska          | 25 (PO) 3 (PSL)                   | 7 (SLD-UP)                 | –                        | –                       | –                  | –           | –          | 15 (PiS)                                  | 50     | 6,79%         | 24,53% (+4,11%)  |
| Portugalia      | 8 (PSD) 2 (CDS)                   | 7 (PS)                     | –                        | –                       | 3 (BE) 2 (CDU)     | –           | –          | –                                         | 22     | 2,99%         | 36,48% (–2,26%)  |
| Rumunia         | 10 (PD-L) 2 (UDMR) 1 (Băsescu)    | 11 (PSD) + (PC) „koalicja” | 5 (PNL)                  | 1 (Tőkés)               | –                  | –           | –          | 3 (PRM)                                   | 33     | 4,48%         | 27.52%           |
| Słowacja        | 2 (SDKÚ-DS) 2 (KDH) 2 (SMK)       | 5 (Smer-SD)                | –                        | –                       | –                  | –           | –          | 1 (SNS) 1 (LS-HZDS)                       | 13     | 1,77%         | 19.63% (+2,97%)  |
| Słowenia        | 2 (SDS) 1 (NSi)                   | 2 (SD)                     | 1 (LDS) 1 (Zares)        | –                       | –                  | –           | –          | –                                         | 7      | 0,95%         | 28,02% (–0,32%)  |
| Szwecja         | 4 (M) 1 (KD)                      | 5 (SAP)                    | 3 (FP) 1 (C)             | 2 (MP) 1 (PP)           | 1 (V)              | –           | –          | –                                         | 18     | 2,44%         | 43,80% (+6,6%)   |
| Węgry           | 14 (Fidesz-MPP) 1 (MDF)           | 4 (MSZP)                   | –                        | –                       | –                  | –           | –          | 3 (Jobbik)                                | 22     | 2,99%         | 36.28% (–2,22%)  |
| Wielka Brytania | –                                 | 13 (LP)                    | 11 (LD)                  | 2 (GPEW) 2 (SNP) 1 (PC) | 1 (SF)             | –           | 13 (UKIP)  | 26 (CP) & (UCUNF) 2 (BNP) 1 (UUP) 1 (DUP) | 72     | 9,78%         | 34.48% (–4,42%)  |
| Włochy          | 29 (PdL) 5 (UdC) 1 (SVP)          | 21 (PD)                    | 7 (IdV)                  | –                       | –                  | 9 (LN)      | –          | –                                         | 72     | 9,78%         | 65.05% (–8,05%)  |
| Razem           | 264                               | 182                        | 83                       | 54                      | 34                 | 14          | 18         | 87                                        | 736    | 100,0%        | 42,94%           |
| Różnice         | +20                               | -35                        | -5                       | +14                     | -5                 | -10         | -3         | +24                                       | –47    | 100,0%        | –2,56%           |